# 燕然都护府
燕然都护府，唐朝647年—663年管理铁勒诸族的都护府，瀚海都护府及单于都护府的前身。
贞观二十一年（647年）置，铁勒、回纥等十三个部落内附唐朝，为统诸部各羁縻府、州，于阴山之麓的单于台（在今内蒙古杭锦后旗北乌加河（古黄河）北岸）设置燕然都护府，以扬州司马李素立为都护，辖境约今内蒙古自治区河套以北，蒙古国及俄罗斯叶尼塞河上游和贝加尔湖周围地区。
唐高宗永徽元年（650年），燕然都护府改为領瀚海、金微、新黎、幽陵、龜林、堅昆六都督府；仙萼、浚稽、余吾、稽落、居延、窴顏、榆溪、渾河、燭龍九州。同年又在云州设立了单于都护府（云州云中县西北也有一个单于台，以此得名），两都护府以戈壁沙漠为界，南北分治铁勒（漠北）与突厥（漠南）。
龙朔三年（663年）二月十五日，燕然都护府改称瀚海都护府，治所迁移到漠北回纥本部（今蒙古国哈尔和林）。单于都护府改名云中都护府，移置云中故城（今内蒙古托克托县古城乡），仍以碛为界，碛北诸蕃州悉隶瀚海，碛南并隶云中。
总章二年（669年）八月，瀚海都护府又改称安北都护府，南迁碛南。
开元元年（713年），统辖多滥葛部的燕然府改为燕然州，治所灵州回乐县（今宁夏吴忠市北）界，属灵州都督府。

## 区划
650年之后将漠南划归单于都护府，仅列650-663年的区划。

### 都督府[2]
| 都督府 | 州名     | 现在地名                               | 原部落           |
| ------ | -------- | -------------------------------------- | ---------------- |
| 瀚海府 | 瀚海州   | 蒙古国后杭爱省赫吞特县东北             | 回紇             |
| 瀚海府 | 金水州   | 蒙古国后杭爱省巴特臣盖拉县             | 回紇             |
| 燕然府 | 燕然州   | 蒙古国中央省西                         | 多濫葛           |
| 卢山府 | 卢山州   | 蒙古国中戈壁省西                       | 思結             |
| 龟林府 | 龟林州   | 蒙古国中央省东                         | 同羅             |
| 金微府 | 金微州   | 蒙古国肯特省温都尔汗                   | 僕骨             |
| 幽陵府 | 幽陵州   | 蒙古国东方省巴彦乌拉县                 | 拔野古           |
| 新黎府 | 新黎州   | 蒙古国乌布苏省                         | 拔悉密           |
| 皋兰府 | 皋兰州   | 蒙古国巴彦洪戈尔省北                   | 渾               |
| 皋兰府 | 溪弹州   | 蒙古国巴彦洪戈尔省南                   | 延陀             |
| 皋兰府 | 祁连州   | 蒙古国南戈壁省                         | 延陀             |
| 皋兰府 | 浚稽州   | 蒙古国前杭爱省博格多县科布多           | 渾别部甸焦       |
| 𨁂跌府 | 𨁂跌州   | 蒙古国戈壁阿尔泰省                     | 𨁂跌             |
| 达浑府 | 达浑州   | 蒙古国苏赫巴托尔省                     | 薛延陀           |
| 达浑府 | 姑衍州   | 蒙古国苏赫巴托尔省额尔德尼查干县       | 薛延陀           |
| 达浑府 | 步讫若州 | 蒙古国苏赫巴托尔省                     | 薛延陀           |
| 达浑府 | 鹘州     | 蒙古国苏赫巴托尔省                     | 薛延陀           |
| 达浑府 | 低粟州   | 蒙古国苏赫巴托尔省                     | 薛延陀           |
| 堅昆府 | 坚昆州   | 俄罗斯哈卡斯共和国阿巴坎               | 黠戛斯           |
| 贺兰府 | 贺兰州   | 蒙古国东戈壁省                         | 契苾             |
| 贺兰府 | 榆溪州   | 蒙古国中戈壁省东                       | 契苾             |
| 大漠府 | 大漠州   | 新疆福海县                             | 葛逻禄炽俟部     |
| 大漠府 | 金附州   | 新疆布尔津县                           | 葛逻禄炽俟别部   |
| 玄池府 | 玄池州   | 哈萨克斯坦東哈薩克斯坦州斋桑           | 葛逻禄踏实力部   |
| 玄池府 | 玛勒州   | 哈萨克斯坦東哈薩克斯坦州库尔丘姆       | 葛逻禄踏实力别部 |
| 阴山府 | 阴山州   | 新疆额敏县额敏镇叶密立古城             | 葛逻禄谋落       |
| 阴山府 | 咽面州   | 哈萨克斯坦塔尔迪库尔干州于恰拉尔       | 突厥咽面         |
| 阴山府 | 金牙州   | 哈萨克斯坦塔尔迪库尔干州塔尔迪库尔干市 | 突厥咽面别部     |
| 狼山府 | 狼山州   | 蒙古国科布多省                         | 葛逻禄左厢       |
| 狼山府 | 渾河州   | 蒙古国扎布汗省                         | 葛逻禄右厢       |
| 居延府 | 居延州   | 内蒙古自治区锡林浩特市                 | 白霫             |
| 居延府 | 窴顏州   | 内蒙古自治区东乌珠穆沁旗               | 白霫             |

### 州[2]
| 州名          | 现在地名                                 | 原部落         |
| ------------- | ---------------------------------------- | -------------- |
| 蹛林州        | 蒙古国前杭爱省北                         | 思結別部阿布思 |
| 仙萼州        | 蒙古国库苏古尔省阿拉格额尔德尼县哈德哈勒 | 都播（圖瓦人） |
| 鸡田州        | 蒙古国布尔干省                           | 阿跌           |
| 稽落州 高阙州 | 蒙古国色楞格省                           | 斛薛           |
| 玄闕州        | 俄罗斯伊尔库茨克州                       | 骨利幹         |
| 鸡鹿州        | 俄罗斯布里亚特共和国乌兰乌德市           | 奚結           |
| 燭龍州        | 俄罗斯外贝加尔边疆区                     | 俱罗勃         |